# جيمس مكالر
جيمس روبرت مكالر' (بالإنجليزية: James Robert  McAleer) المعروف باسم جيمي مكالر (ولد في 10 يوليو 1864 ومات في 29 أبريل 1931) هو مدرب ولاعب كرة قاعدة سابق ومساهم في دوري كرة القاعدة الرئيسي وساعد في تأسيس الدوري الأمريكي. قضى معظم حياته التدريبية مع فريق كليفلاند سبايدرز ، كما قام بتدريب فرق عديدة منها كليفلاند بلوز، سانت لويس براونز و واشنطن سيناتورز. وقبل وقت قصير من تقاعده أصبح أحد المساهمين الرئيسين في بوستون ريد سوكس.
إنتهت مسيرته فجأة، وخلال فترته الموجزة كمساهم في ريد سوكس؛ تشاجر مكالر مع صديقه وزميله القديم بان جونسون رئيس الدوري الأمريكي، وفي أعقاب هذا الخلاف قام مكالر ببيع أسهمه في ريد سوكس، وقطع علاقته مع «دوري البيسبول». كنا تضررت سمعته المهنية بسبب هذا الخلاف.

## سنواته المبكرة
ولد مكالر في يونغزتاون (أوهايو)، في مركز صناعي يقع بالقرب من الحدود الغربية مع بنسلفانيا. والده، أوين مكالر، توفي في سن مبكرة، وترك زوجته، ماري، مع أطفالها الثلاثة. عاشت العائلة في الجانب الغربي لمدينة يونغزتاون، ودرس جيمس في المدارس العامة المحلية وتخرج من ثانوية راين. في سنوات لاحقة؛ حظي الإخوة مكالر بحياة مهنية ناجحة، حيث شغل الابن البكر أوين جونيور مكالر منصب عمدة لوس أنجلوس في الفترة الممتدة مابين 1904 و 1906.
استطاع مكالر أن بكسب التقدير والإعجاب بفضل سرعته الجسدية. في 1882 أصبح عضوا في منظمة لمحترفي كرة القاعدة في يونغزتاون حتى سنة 1884, لينتقل بعدها إلى منظمة أخرى في تشارلستون، وفي سنة 1887 لعب مع فريق من مدينة ممفيس.
مهارته كلاعب وسط ظهرت عام 1888 أثناء لعبه مع فريق من مدينة ميلواكي.
ورغم اهتمامه وانكبابه الكبير بعضويته في المنظمات الرياضية لكرة القاعدة، كان مكالر من بين المولعين بهجال الترفيه. وخلال موسم واحد من مسيرته كعضو في منظمة المحترفين؛ أصبح مكالر أحد المالكين والمساهمين في الفرقة الكوميدية «ديهافن» والتي كانت عبارة عن فرقة شوارع مسرحية تم تنظيمها في شوارع يونغزتاون.
شغفه واهتمامه بميدان الأعمال بقي مستمرا، وفي سنوات لاحقة طور مكالر علاقته مع ملحن البرودواي الفنان جورج إم كوهن.

## روابط خارجية
- جيمس مكالر على موقعبيزبول رفرنس.كوم (الدوري الرئيسي) (الإنجليزية)
- جيمس مكالر على موقعبيزبول رفرنس.كوم (الدوري الثانوي) (الإنجليزية)
- جيمس مكالر على موقع مشجعي الرسوم البيانية (الإنجليزية)